# Teixeira Soares
Teixeira Soares est une municipalité brésilienne située dans l'État du Paraná.